# Dejan Nenadov
Dejan Nenadov (cyrillique serbe : Дејан Ненадов, né le 28 octobre 1966, à Novi Sad) est un auteur et dessinateur de bande-dessinée serbe.

## Publications
- Arcanes, scénario de Jean-Pierre Pécau, Delcourt
  1.  Bunker 73, 2008.
  2. Blue Bayou, 2009.
  3. Katrina, 2010.
  4. L'Expérience interdite, 2011.

- Ys, la légende, scénario de Jean-Luc Istin, Soleil Productions
  1. Trahison, 2011.
  2. Vengeance, 2012